# 합자회사
합자회사(合資會社)는 무한책임사원과 유한책임사원으로 이루어지는 회사로서 무한책임사원이 경영하고 있는 사업에 유한책임사원이 자본을 제공하고 사업으로부터 생기는 이익의 분배에 참여하는 회사이다. 합명회사와 마찬가지로 친한 사람들이 공동으로 사업을 하는 데에 적합한 회사형태이다.

## 개요
유한책임사원은 출자액을 한도로 하여 회사의 채무를 변제하는 직접·연대책임을 진다(279조). 이 유한책임사원의 존재를 제외하고는 합자회사는 원칙적으로 합명회사와 같이 취급할 수 있다. 따라서 상법은 다른 규정이 없는 한, 합명회사의 규정을 준용하고 있다(269조). 그리고 별도의 규정으로는 유한책임사원은 회사의 업무집행 및 대표의 권한이 없고 감시권만을 가지고 있으며 경업피지의무도 없다(278조, 277조, 275조). 또한 사원의 지위양도는 무한책임사원의 동의가 필요하지만 다른 유한책임사원의 동의는 필요하지 않다. 출자는 재산출자에 한한다는 것 등이다. 합자회사도 합명회사 같이 상법상에서는 사단법인으로 되어 있으나 실질에 있어서는 조합적인 것이다. 회사형태의 발전에 대하여는 합명회사 다음으로 인정되고 있다. 기업이 점차 큰 자본을 필요로 하게 됨에 따라서 기능자본가(무한책임사원)를 중심으로 무기능자본가(유한책임사원)가 참가하고 이윤의 분배에 참여하는 회사형태가 고안되었다. 그러나 이 회사도 사원의 책임이 과중하여 현재의 경제사회에서는 그렇게 이용할 만한 회사형태라고는 할 수 없다.

## 설립
합자회사를 설립하는 데에는 무한책임사원이 될 자와 유한책임사원이 될 자의 2인 이상이 정관을 작성하고 설립등기를 하면 된다. 합자회사의 정관에는 합명회사의 정관에 기재하여야 할 사항(179조) 외에 각 사원의 책임의 유한 또는 무한임을 기재해야 하며(270조) 또 그 상호 중에는 합자회사의 문자를 사용하여야 한다(19조). 합자회사(合資會社) 설립의 등기를 하는 경우에는 합명회사의 등기사항 외에 각 사원의 무한책임 또는 유한책임인 것을 등기해야 한다(271조. 1995년 12월 29일 전문 개정).

## 유한책임사원
유한책임사원(有限責任社員)이라 함은 회사채무에 관하여 회사 채권자에 대해서 직접·연대의 책임을 부담하지만 회사에 대한 출자의 가액(價額)을 한도로 책임을 지는 사원이다. 유한책임사원의 책임은 제2차적·종속적인 책임이다. 이 점은 무한책임사원과 같다. 책임이 유한이라는 점에서는 주식회사의 주주와 비슷하다. 그러나 회사 채권자에 대한 직접책임이라는 점에서 주주와 다르다. 책임이 한정되어 있다는 데에 대응하여 유한책임사원은 회사의 업무집행 및 대표의 권한이 없고, 다만 감시권만을 가진다(178조, 177조). 회사의 경쟁업을 하여서는 안 된다는 의무는 없으며 지분양도의 제한도 비교적 관대하다(276조). 유한책임사원은 개성이 중시되지 않으므로 회사라도 유한책임사원으로 될 수 있으나 그 출자는 재산출자에 한하며 신용출자나 노무 출자는 인정되지 않는다(272조).

## 사원의 출자
합자회사의 사원에는 유한책임사원과 무한책임사원의 두 종류가 있는데 무한책임사원의 출자에 있어서는 재산출자로서 금전 기타의 재산, 예컨대 동산·부동산·채권·유가증권·무체재산권(특허권 등)도 출자할 수 있는 외에 신용출자로서 자기의 신용을 회사에 이용시킬 수도 있다. 또 회사를 위하여 일정한 노무, 즉 육체적·정신적 어느 것이나 제공할 수 있으며 이것을 출자로 할 수 있다. 이점은 합명회사의 무한책임사원의 출자와 전적으로 동일하다. 이에 반하여 유한책임사원의 경우는 자본적으로 참가할 뿐으로 신용출자나 노무출자는 인정되지 않는다. 그리고 유한책임사원은 출자액을 한도로 하여서만 회사채권자에 대하여 직접책임을 부담할 뿐이다.

## 회사의 기관
합자회사에 있어서는 각 무한책임사원이 원칙적으로 회사업무의 집행과 회사대표권을 가지는 데(273조, 269조, 207조) 반하여 자본을 제공할 뿐이며 그 책임도 가벼운 유한책임사원에게는 위의 권한이 없다(278조). 따라서 합자회사의 집행기관은 무한책임사원뿐이라고 할 수 있다. 그러나 유한책임사원도 제한적이기는 하지만 감시권을 가진다. 즉 영업연도 말에 있어서 영업시간 내에 한하여 회사의 회계장부 및 대차대조표 기타 서류의 열람을 요구하고 또 회사의 업무와 재산상태를 검사할 수 있다(277조 1항), 또 중요한 사유가 있는 때에는 언제든지 법원의 허가를 얻어 회사의 업무와 재산의 상태를 검사할 수 있다.

## 사원의 지분 양도
무한책임사원이 그 지분을 양도하는 데에는 유한책임사원도 포함한 다른 총사원의 동의가 필요하지만(269조, 197조) 유한책임사원이 그 지분의 전부 또는 일부를 양도하는 데에는 무한책임사원 전원의 동의를 요한다. 그러나 다른 유한책임사원의 동의는 필요하지 않다. 지분의 양도 결과로서 정관의 변경이 생기는 경우에도 무한책임사원 전원의 동의를 요한다(276조). 무한책임사원이 유한책임사원의 지분의 전부 또는 일부를 양수(讓受)할 때에는 그 지분이 그만큼 증가할 뿐이지만 유한책임사원이 무한책임사원의 지분의 전부 또는 일부를 영수한 때에는 무한책임사원으로 된다.

## 손익의 분배
합자회사도 영리법인이므로 결산기에는 손익을 결산하여 이익이 있으면 이것을 사원에게 분배하고 또 손실도 분배한다. 이 경우 무한책임사원은 합명회사의 경우와 같이 취급되지만 유한책임사원의 손실부담에 관하여는 정관에 다른 정함이 없는 한, 손실부담액이 그 출자액을 초과하는 경우에는 그만큼 그 사원의 지분이 마이너스가 된다. 그리고 그 후에 있어서의 이익의 배당시에 그 사원에 대한 분배는 우선 마이너스와 출자액과 전보에 충당하고 더 남아 있는 경우에 비로소 지급한다. 그러나 지분이 마이너스인 그 상태로 회사가 해산한다거나 그 사원이 퇴사하여도 출자약속을 한 액수 이상으로 추가 출자를 할 의무를 부담하지는 않는다. 또한 회사에 이익이 없음에도 불구하고 배당을 받는 경우에는 그 금액을 가산하여 변제책임을 정한다(279조).

## 대한민국의 예시
- 경남여객
- 명진여객
- 신동아교통
- 영주여객
- 을로운수
- 인천스마트
- 조선무약
- 대다수의 택시 회사

## 같이 보기
- 합명회사
- 유한회사
- 주식회사 : 참고로 대한민국의 회사 중 93% 이상이 주식회사다.